# Lindbergina cretica
Lindbergina cretica är en insektsart som beskrevs av Asche 1980. Lindbergina cretica ingår i släktet Lindbergina och familjen dvärgstritar.
Artens utbredningsområde är Grekland. Inga underarter finns listade i Catalogue of Life.